# Güçlükonak
Güçlükonak is een Turks district in de provincie Şırnak en telt 9.958 inwoners (2007). Het district heeft een oppervlakte van 436,2 km². de meerderheid van de bevolking is Koerdisch, vele Koerden zien de stad als onderdeel van 'Koerdistan'.
De bevolkingsontwikkeling van het district is weergegeven in onderstaande tabel.
| 1997  | 2000   | 2007  |
| ----- | ------ | ----- |
| 5.834 | 10.300 | 9.958 |

Beytüşşebap · Cizre · Güçlükonak · İdil · Silopi · Şırnak · Uludere